# Сивковы (Котельничский район)
Сивковы — деревня в Котельничском районе Кировской области в составе Котельничского сельского поселения.

## География
Располагается менее чем в 2 км на юго-запад от райцентра города Котельнич.

## История
Известна с 1873 года, когда здесь (деревня Мосуновская 1-я или Сивачи) было отмечено дворов 10 и жителей 107, в 1905 (починок Мосуновский 1-й или Сивковы) 16 и 62, в 1926 (деревня Сивковы или Мосуновский 1-й) 33и 162, в 1950 24 и 93, в 1989 проживало 4 человека. Настоящее название утвердилось с 1939 года. Ныне имеет дачный характер.

## Население
Постоянное население  составляло 2 человека (русские 100%) в 2002 году, 0 в 2010.